# Gao’an
Koordinaten: 28° 25′ N, 115° 22′ O
Die Stadt Gao’an (chinesisch 高安市, Pinyin Gāo’ān Shì) ist eine kreisfreie Stadt, die zum Verwaltungsgebiet der bezirksfreien Stadt Yichun im Nordwesten der chinesischen Provinz Jiangxi gehört. Die Fläche beträgt 2.427 Quadratkilometer und die Einwohnerzahl 811.633 (Stand: Zensus 2010).
Das Grab des Zhu Shi (Zhu Shi mu 朱轼墓) steht seit 2006 auf der Liste der Denkmäler der Volksrepublik China (6-255).